# Воробьёв, Евгений Иванович
Евгений Иванович Воробьёв (27 января 1918 — 20 октября 2007) — советский учёный-радиобиолог, медик и химик, член-корреспондент РАМН с 1978 года, дважды лауреат Государственной премии СССР.

## Биография
В 1942 году окончил 1-й Московский Ордена Ленина медицинский институт, в 1948 году стал заведующим отделом медицинской радиологии Министерства здравоохранения СССР.
В период 1961—1967 годов занимал должность директора Центрального рентгенорадиологического института Министерства здравоохранения СССР.
В 1967—1978 годах занимал должность заместителя министра здравоохранения СССР.
Параллельно с административной, занимался и научной работой: в 1974—1986 годах был заведующим лабораторией по радиоизотопным методам исследования в Институте медико-биологических проблем.
Его исследования охватывали проблемы биологического действия ионизирующих излучений и защиты лиц, работающих с источниками этих излучений, влияния атомной энергии на окружающую среду; промышленной экологии.
Его работы были отмечены Государственной премией в 1976 году.
В 1978 году получил диплом премии им. Н. А. Семашко, в том же году избран в член-корреспонденты РАМН, работал в ОПМ РАМН.
В 1982 году получил вторую государственную премию.
В 1986 году произошла аварии на ЧАЭС, вышло Распоряжение Совета Министров СССР № 830 для расследования причин и ликвидации последствий аварии на Чернобыльской АЭС, которым была создана Правительственная комиссия.
Евгений Иванович стал членом комиссии от Министерства здравоохранения CCCP, состав комиссии указан в записях академика В. А. Легасова.
Похоронен в Москве на Троекуровском кладбище.

## Сочинения
- Атомная энергия и противоатомная защита. — М., 1956 (в соавт.)
- Радиационная кардиология. — М., 1971
- Автоматизация обработки информации и управления в здравоохранении. — М., 1976 (в соавт.)
- Радиационная безопасность экипажей летательных аппаратов. — М., 1983 (в соавт.)
- Охрана атмосферы и нефтехимия. — Л., 1985 (в соавт.)
- Ионизирующее излучение и кровеносные сосуды. — М., 1985 (в соавт.)
- Банк данных массовых профилактических осмотров населения. — М., 1986 (в соавт.).